# Charles Ans
Carlos Miguel Segura Ramírez (Hermosillo, Sonora; 24 de marzo de 1991), conocido por su nombre artístico Charles Ans, es un rapero mexicano. Sus álbumes más destacados son "Smile", "Sin maletas" "Ataraxia" y "Sui Generis"  .
Ha aparecido en varios programas de televisión como MTV Push, Carlos Miguel (Terminator Segura) se ha presentado en festivales como el Vive Latino y Nomadx.

## Biografía
A pesar de venir de un barrio bastante duro, nunca sufrió carencias. Quizá por eso no empezó en el rap por el lado de la calle, del ‘no hay dinero y hay pobreza’, sino, del lado bohemio-melancólico, donde busca sacar el mejor lado a la vida.

## Carrera

### Inicios
En el año 2005, con tan solo 15 años, emprende su búsqueda por el éxito en la música buscando micrófonos abiertos para probar suerte en Hermosillo Sonora. Por circunstancias personales, emigró a Guadalajara donde comenzó el proyecto: 'Anestesia', grupo con el que se dio a conocer.

### 2018: Sui Generis
En 2018 lanzó su cuarto álbum de estudio, Sui Géneris. Consta de los sencillos Me Gusta, Vamos a Dar el Roll, Voy A Estar Bien, Andrómeda y Café, también colaboracioness con Gera MX, Smoky, Gordo Fu y Nanpa Básico. El disco cuenta con instrumentales con fuertes bajos, sampleos, trompetas, sintetizadores y diversos ritmos que van desde los latinos, la conga, electrónica, rock y hip hop. Sui Géneris es un homenaje a sus dos últimos años de vida, pues todas las letras están inspiradas en momentos de su vida durante ese tiempo, están de manera cronológica en el tracklist. La producción fue hecha por Odin Parada, en Guadalajara, Jalisco.

## Discografía
- Contacto (2008-2009)
- Illuminati el ojo que todo lo ve (2008/2009)
- Charles + Jas Beats Vol.1 (2009-2010)
- Latitud 29
- 391 el EP (2012)
- Sin Maletas (2012)
- Smile (2014)
- Ataraxia (A plena luz del día) (2016)
- 10 años después (anestesia) (2017)
- Sui Géneris (2018)
- El Desierto También Da Flores (2019)
- Los Raros Del Salón (2021)
- ¿Cómo Terminamos Aquí? (2021)
- Los No Tan Tristes (2021)
- Los Del Noro (2022)
- Máscaras (2023)
- Órbitas (2023)
- Serendipia (2024)
- DBYOH (De Brujas Y Otros Hábitos) (2025)